# Nulka
Nulka je australski dizajnirani i razvijeni aktivni mamac za rakete napravljen u američko - australskoj suradnji. Koristi se na ratnim brodovima Ratne mornarice Sjedinjenih Država (USN), Kraljevske australske mornarice (RAN), Obalne straže Sjedinjenih Država (USCG) i Kraljevske kanadske mornarice, Nulka je jednokratni izvanbrodski aktivni mamac na raketni pogon dizajniran kao mamac za protubrodske projektile. Ima jedinstveni dizajn po tome što lebdi u zraku dok dolazi protubrodski projektil. Koncept lebdeće rakete pokrenula je u Australiji Organizacija za obrambenu znanost i tehnologiju (DSTO), a sustav je dizajnirao, razvio i zatim proizveo AWA Defence Industries (AWADI) (sada BAE Systems Australia). BAE naziva Nulku " soft-kill obrambenim sustavom". Riječ "Nulka" potječe od australskih Aboridžina i znači "budi brz".
Nulka se sastoji od samog projektila zatvorenog u hermetički zatvorenom spremniku. Taj se kanister zatim nalazi u namjenskom modulu za lansiranje, i koristi se u tandemu s lanserom Mark 36 (ako je ugrađen).
Do srpnja 2017. Nulka je bila ugrađena u više od 150 australskih, kanadskih i američkih ratnih brodova, i proizvedeno je više od 1400 mamaca. Očekuje se da će sustav biti ugrađen u nosače zrakoplova američke mornarice klase Nimitz, kao i u buduće australske razarače. Time je sustav postao najuspješniji obrambeni izvoz Australije.
U 2012. Lockheed Martin je objavio da je uspješno testirao svoj novi ExLS (Extensible Launching System) za Nulku. Ispitivanja su provedena na testnom poligonu Woomera u Australiji.
Dana 9. listopada 2016., razarač s navođenim projektilima USS Mason je lansirao svoj mamac Nulka kada su on i druga dva američka ratna broda, USS Ponce i USS Nitze našli se na meti dva projektila ispaljena od strane Huti pobunjenika s jemenske obale oko 19 sati po lokalnom vremenu.